# Alfred Winslow Jones
Alfred Winslow Jones (* 9. September 1900 in Melbourne, Australien; † 2. Juni 1989 in Redding, Connecticut, USA) wurde bekannt als Erfinder des Hedgefonds-Konzepts.

## Werdegang
Geboren in Australien, übersiedelte er mit seinen Eltern, dem General-Electric-Vertreter Arthur Winslow Jones und seiner Ehefrau Elizabeth, geb. Huntington, im Alter von vier Jahren in die USA. Jones studierte bis 1923 an der Harvard-Universität und arbeitete danach als Zahlmeister auf einem Passagierschiff.
In den frühen 1930er Jahren war er als Vizekonsul an der US-amerikanischen Botschaft in Berlin angestellt. 1932 heiratete er hier Anna Louise, gesch. Hauser, die Tochter des Malers Joseph Block. Die Ehe wurde jedoch schon nach einigen Monaten wieder geschieden. 1936 heiratete er Mary Carter, mit der er in das vom Bürgerkrieg zerrissene Spanien reiste. 1941 wurde Alfred Jones mit seiner soziologischen Dissertation über Life, Liberty and Property an der Columbia University promoviert.
In den 1940er Jahren arbeitete er für das Wirtschaftsmagazin Fortune. Im Jahr 1949 gründete er den ersten Hedgefonds.
Bei seinen Recherchen als Journalist stellte Jones fest, dass keiner der professionellen Aktienanalysten ihm wirklich verlässlich sagen konnte, ob die Börsenkurse in Zukunft steigen oder fallen würden und zog daraus den Schluss, dass er eine Strategie finden müsse, mit der man Geld verdienen kann – unabhängig davon, in welche Richtung sich die Börsen entwickeln.
Von Unternehmen, denen er und seine Mitarbeiter Kursanstiege zutrauten (unterbewertete Unternehmen), kauften sie die Aktien. Von den Unternehmen, von denen sie glaubten, dass sie schlecht wirtschafteten, verkauften sie die Aktien, ohne sie wirklich zu besitzen (Leerverkauf). Durch diesen gleichzeitigen Kauf und Verkauf von Aktien konnten sie einen Teil des Marktrisikos ausschalten.
In den letzten etwa 50 Jahren seit der Gründung des Jones Hedge Fonds wurden die Technik und die Finanzinstrumente immer mehr verfeinert und mit Computerhilfe wurden immer komplexere Berechnungen und Analysen möglich, aber die Ideen von Jones haben für die alternative Geldanlage immer noch Gültigkeit.